# Acer illyricum
Acer illyricum é uma espécie de árvore do gênero Acer, pertencente à família Aceraceae.